# 中山神社 (鳥取県大山町)
中山神社（なかやまじんじゃ）は鳥取県西伯郡大山町にある神社。
旧社格は郷社。

## 由緒
創立は村上天皇以前とされるが詳細は不明。
往古、大森大明神と称し、1868年（明治元年）10月束積社と改め、1872年（明治5年）12月に郷社に列せられた。翌1873年（明治6年）束積神社と改称、1903年（明治36年）9月26日に中山神社と改称して今日に至る。1907年（明治40年）2月3日神饌幣帛料供進社に指定された。
往古の社地は広く神代旧跡八束の境と称えられ、中古に至り束積、八重、樋口、悟正院、内蔵、金屋、御崎7ヶ村の氏神として社領有封の時代もあったと伝えられるが、1824年（文政7年）に社殿が焼失したため沿革、由緒の詳細がわからなくなった。嘉永年間（1848-1855年）に悟正院、内蔵、金屋、御崎の4村が分離し、以降は束積、八重、樋口の氏神である。地域の人は通称「大森さん」と呼び、親しまれている。

### 境内社
鷺神社（さぎじんじゃ）の創立年代は不詳。本居宣長の『古事記伝』十之巻に記載があることから、浄書終了の1774年（安永3年）以前には知られていたことが確認できる。当時の祭神は須佐之男命で鷺大明神と称されていたが、現在の祭神は素菟神と稲背脛命に変わっている。
疱瘡の守り神として崇敬を集め、周辺の人々は子供の疱瘡が軽くなるよう祈願に訪れた。地元では「サギノミヤ」と呼ばれている。もとは兎の遊び場「古屋敷ヶ平ル」に素兎神社として奉斎されていたともいわれるが、明治初年の野火で社殿が焼失したため、中山神社の境内北東の神職、細谷家の敷地内に再建された。
現在の社殿には素菟神宮の額が掲げられ（2024年12月現在確認できない）、もとの場所には「神代旧跡八束境白菟神之祠趾」の石碑が建っている。

## 伯耆の白兎（伝説）
1936年（昭和11年）12月刊行の『上中山村郷土誌』には中山神社の社伝として、
昔、束積の地に棲んでいた白兎が、マスの背に乗って遊んでいたところ川に落ち、木の枝に乗ったまま隠岐島まで流されて、束積の故郷に帰りたくてワニをだまして帰り着いた。
という説話が掲載されている。。この話は1967年（昭和42年）3月刊行の『中山町史』にも簡略に載せられているが、これは地元に伝えられていた「兎と鱒の話」をもとに、『古事記伝』に於ける本居宣長の記述と『古事記』、『塵袋』などの「因幡の白兎」の所伝を参照して創作されたものであると考えられる。

### 兎と鱒の話
中山神社の鎮座する大山町束積には「兎の腰掛け岩」と呼ばれる巨岩があり、地元の女性たちが人形や雛、機織りの布などを供え信仰の対象になっていた。この巨岩には、
昔、川向うに棲んでいた白兎が、川を渡ってこちらに来ようとし、鱒を並ばせ、その背を渡って無事渡り終え、一休みした岩が『腰掛岩』である云々。
—束積の古老談
という「兎と鱒の話」が伝えられていた。

### 古事記伝の記述
本居宣長は『古事記伝』十之巻において、サギ（鷺）はウサギ（兎）の誤りで、サギ（鷺）大明神とはウサギ（兎）大明神のことではないかと考え、「疱瘡を祈るも、此ノ段の故事に縁あることなり」と言い、『古事記』の白兎と同様に疱瘡も一皮剥けば治るとして、『和爾雅』に「伯耆ノ国素菟大明神」とあるのは、束積村の鷺神社のことではないかと結び、新説を提示しているが断定はしていない。
そして、巻末の「おひつぎの考」では、
出雲国意宇郡大庭社ノ神主秋山得国云ク、素菟神は、今の因幡国高草郡の海辺内海村に、白菟（ハクト）社とてあり、今は高草郡なれども、気多郡に並て、気多崎の内なり、かの伯耆なる鷺大明神と云は、出雲大社にも同名の社有て、疱瘡を祈る神なり、菟神は其には非ず、といへりき
—本居宣長、『古事記伝』十之巻
と記しており、「サギ（鷺）大明神＝ウサギ（兎）大明神」説を撤回している。
しかし「おひつぎの考」は後世顧みられることはなく、1792年（寛政4年）の『古事記伝』十之巻刊行に遅れること26年、1818年（文政元年）7月27日に鳥取藩国学者衣川長秋が出雲大社へ向かい、参拝を終えて同年9月9日に帰宅するまでを記した『田蓑の日記』9月6日の項では、
大坂宿をすぎ木枝川をわたる。さきにわたりし時は物にまぎれて何の意もつかず。此川の一里ばかり上に束積村に鷺大明神といふあり。大汝命事八十神。素兎をまつれり。古事記に見えたる素兎は。此川より木の枝にのりて。海にながれ出て。隠岐国につきて。其所より気多ノ前にかへりつきたるなるべし。此川の今のわたり瀬より。四五町ばかり下の海辺に塩津村といふあり。そハ汗入郡。わたり瀬より上束積村は八橋郡なり。鷺大明神といへる社三所にあり。一所は束積村。一所ハ相見郡原村にあり。そハ稲背脛命。別社に石長姫命を祭れり。一所ハ出雲国にあり。稲背脛命。大花咲屋命をまつれりといへり。何れも疱瘡の神なりといふ。鷺といふ名はもと兎のうを畧きたるにて。何れも素兎神を祭れるならん。
—衣川長秋、『田蓑の日記』
と鷺神社の祭神を素兎神と断定している。「まつれり」という言い方から、既にこの時点で鷺神社においてそのように言われていたと見ることができる。

### 中山神社由緒板
1990年（平成2年）に建てられた由緒板で中山神社の社伝は、伯耆の白兎の伝説として次のような話にまとめられている。
束積に住む白兎が川をのぼる鱒の背を借り、川を往き来していたが、過って鱒の背を踏みやずし溺れた。幸い、流れ木につかまり隠岐島まで流された。帰郷の念から鰐をだまし、皮を剥がれたところを大国主命に助けられた。

「伯耆の白兎」の話は「因幡の白兎」と共に『古事記伝』で語られている。束積に帰って一休みした岩が「兎の腰掛け岩」として残っているほか、流れ木に助けられた川を「木の枝川」「甲川（きのえがわ）」と呼ぶようになった。
村人は白兎の愛郷の念を偲び元の遊び場「古屋敷ヶ平ル」に社を建て「素菟神社（しろうさぎじんじゃ）」とした。この社は皮膚病（疱瘡）の守り神となり、平癒の節は笠を納めるのを例とし参拝者があとを絶たなかった。明治初年社が野火で焼失し、今は中山神社境内に再建され永く白兎の心情を保っている。」
—中山町教育委員会、伯耆の白兎（伝説）

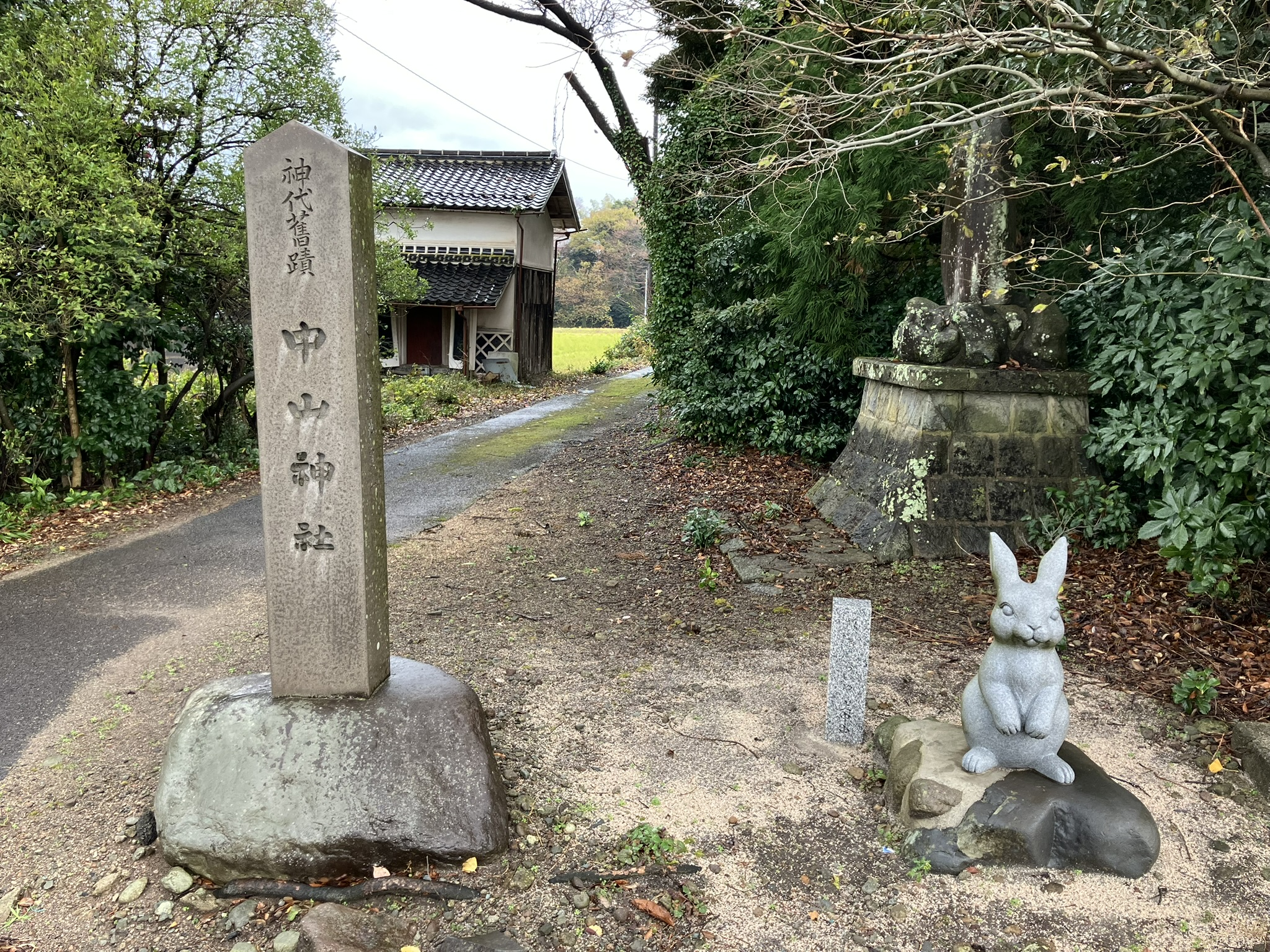
社標と白うさぎの石像
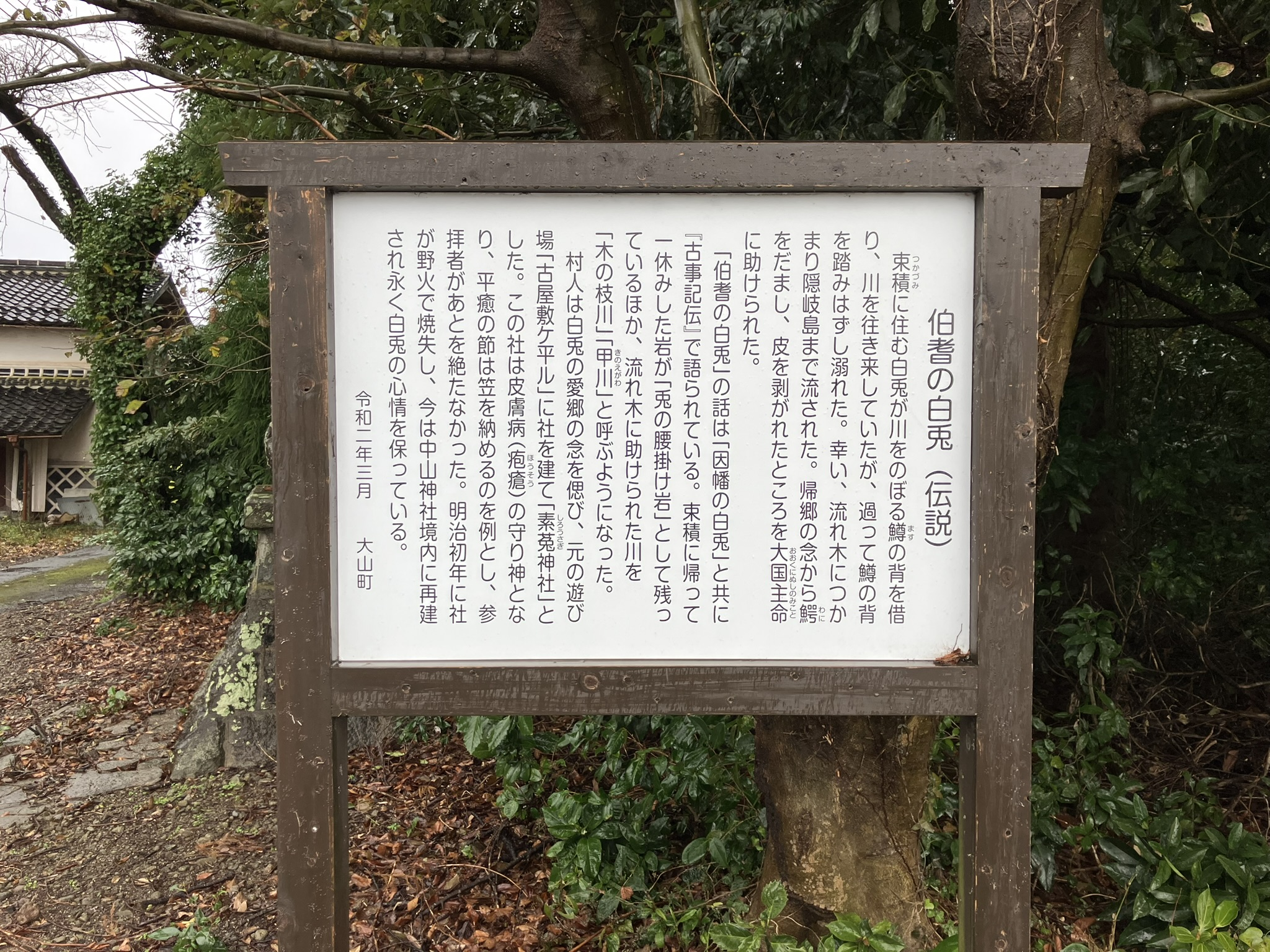
由緒板
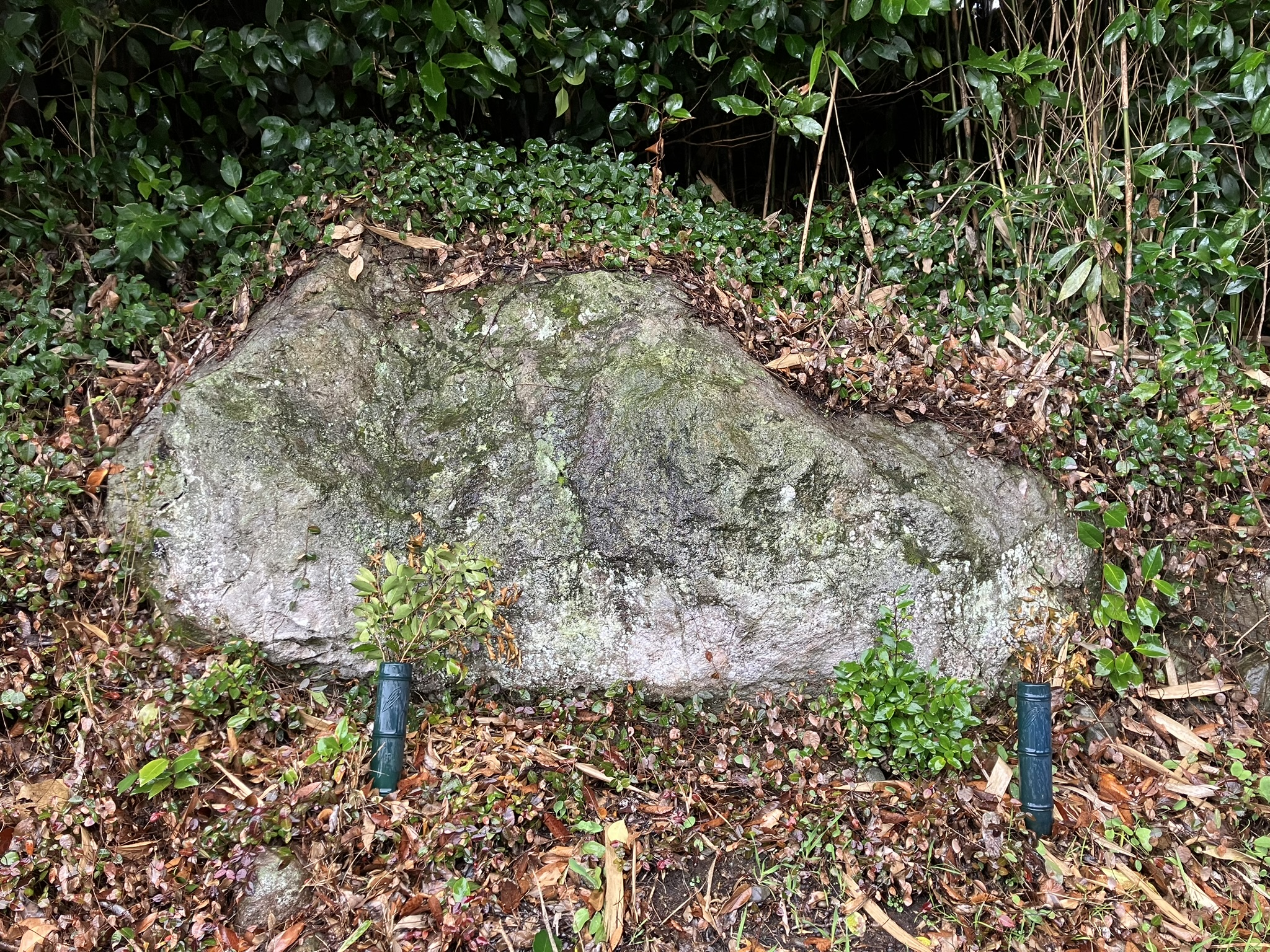
兎の腰掛け岩

## 祭神
主祭神
- 大己貴命
- 田心姫命

配神
合祭神の稲背脛命は出雲国造の祖神で、大己貴命による国土経営の際先導経綸最も厚かったため共に祀られた。
稲荷三神は束積村の新田開発の際に京都の伏見稲荷を勧請したもので、稲荷大明神と称する境内社だった。
白菟神は古事記、古事記伝における因幡の白兎である。
- 稲背脛命
- 倉稲魂命
- 御祖尊
- 稚産霊命
- 大山祇命
- 保食神
- 白菟神

## 境内

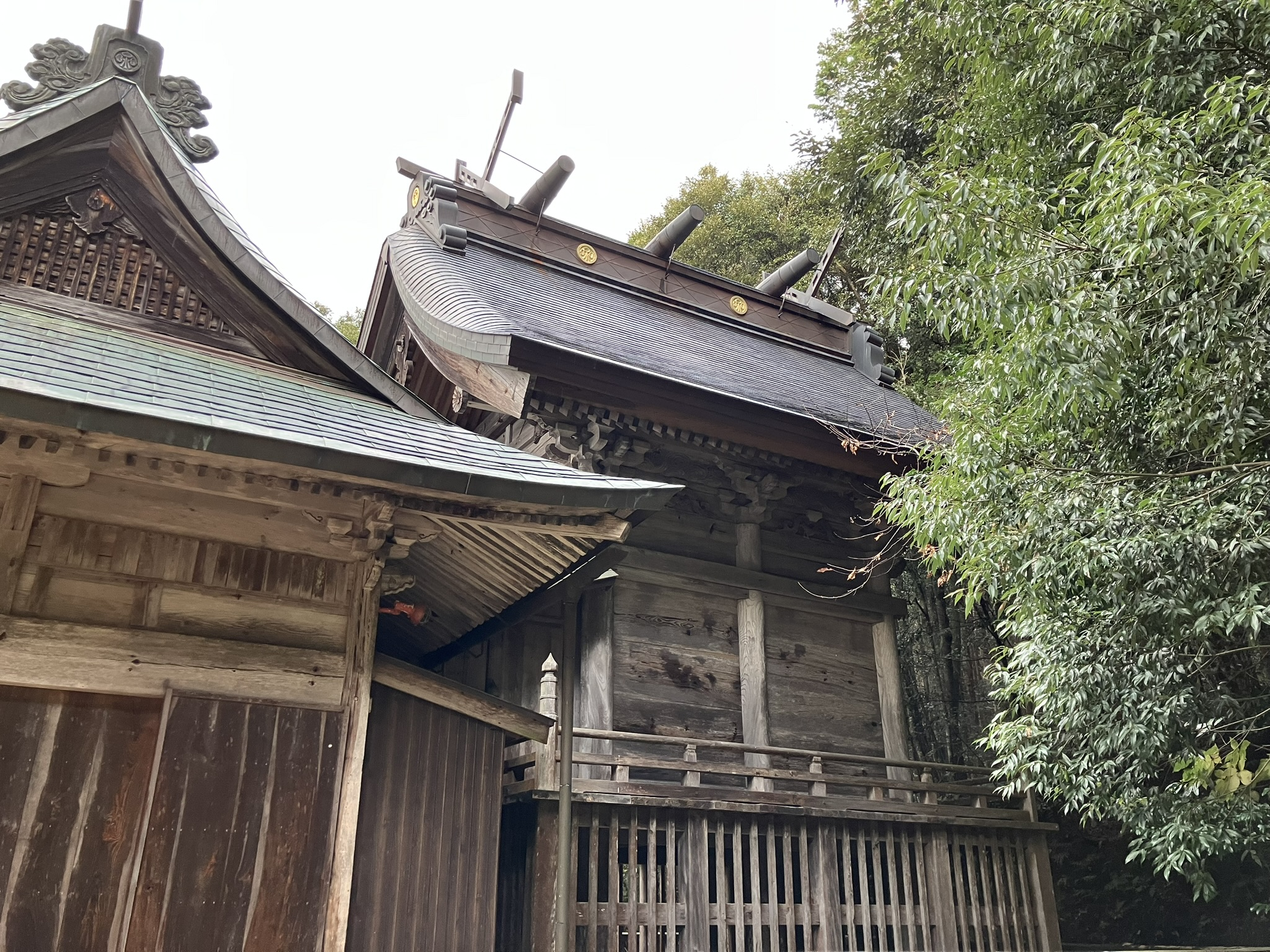
本殿
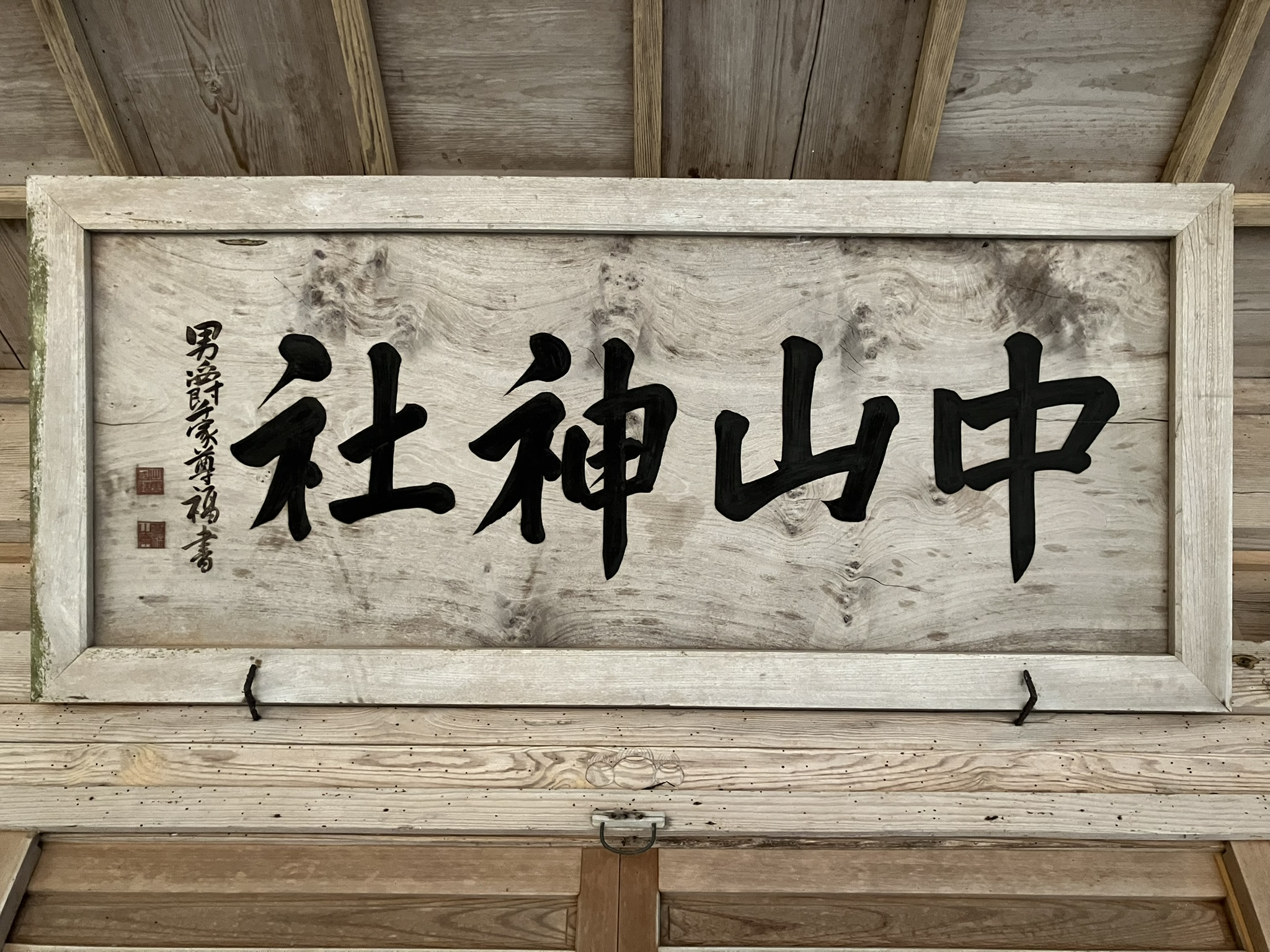
扁額（千家尊福揮毫）
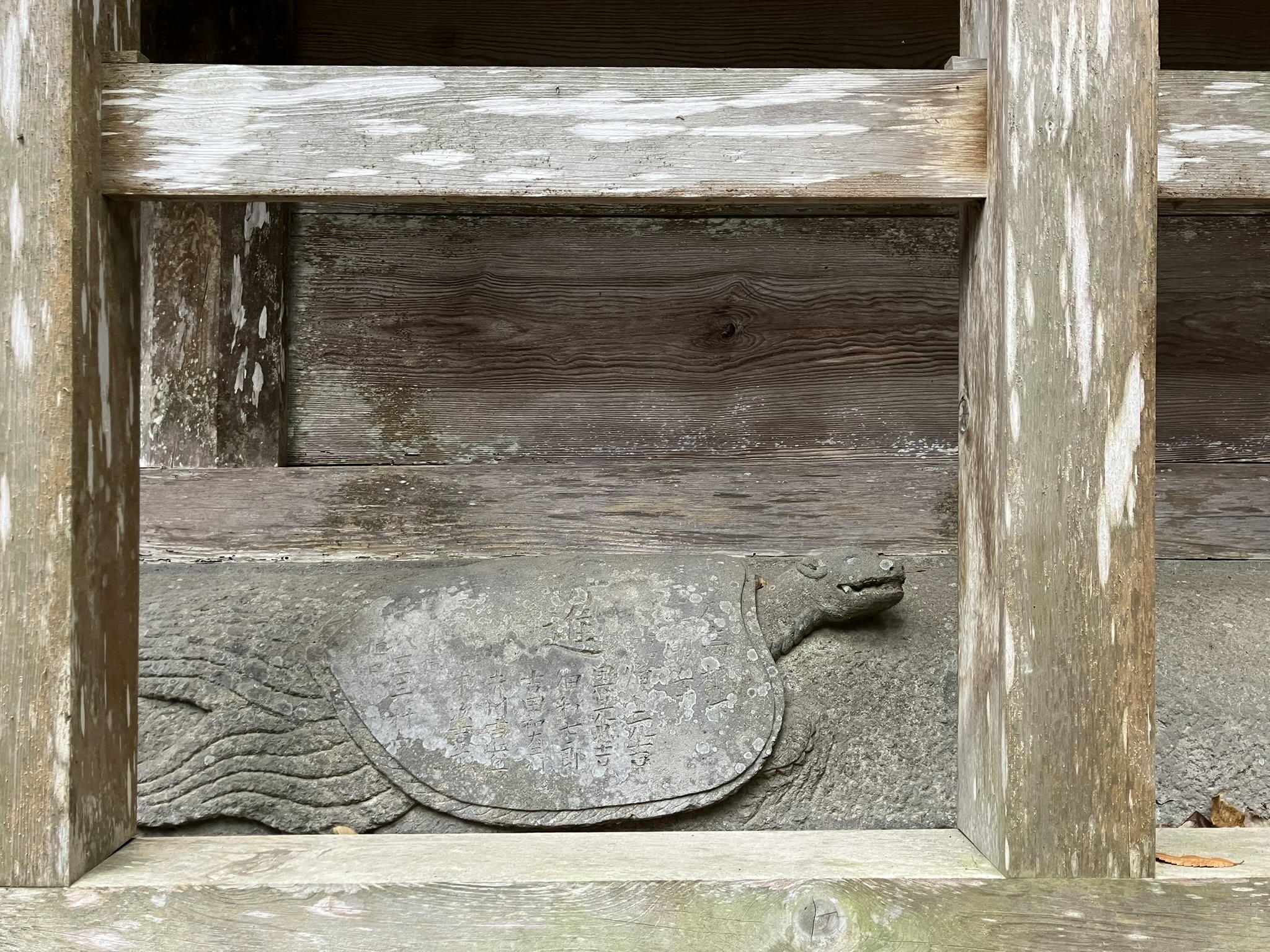
本殿亀腹石の亀の彫刻
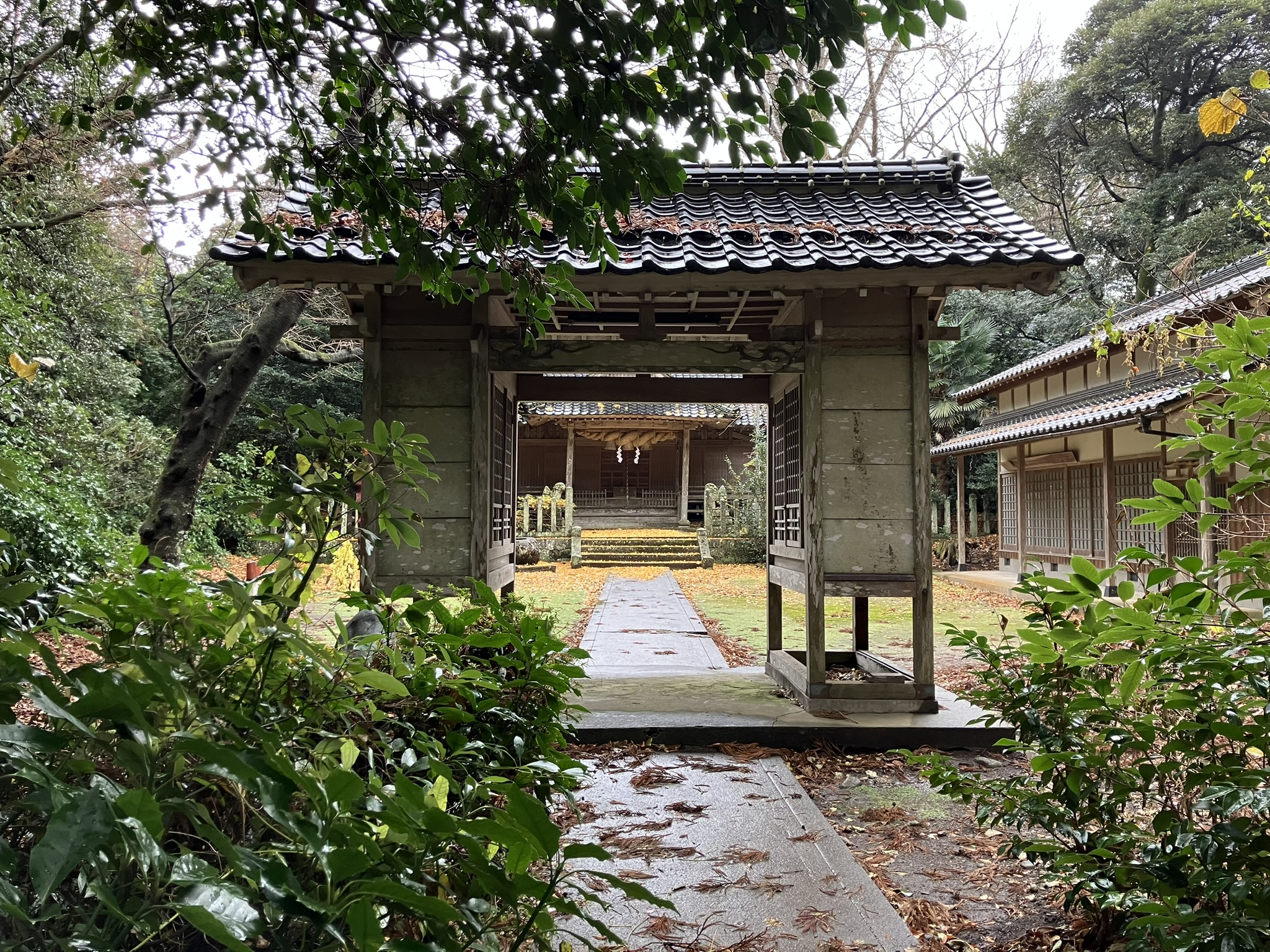
随神門
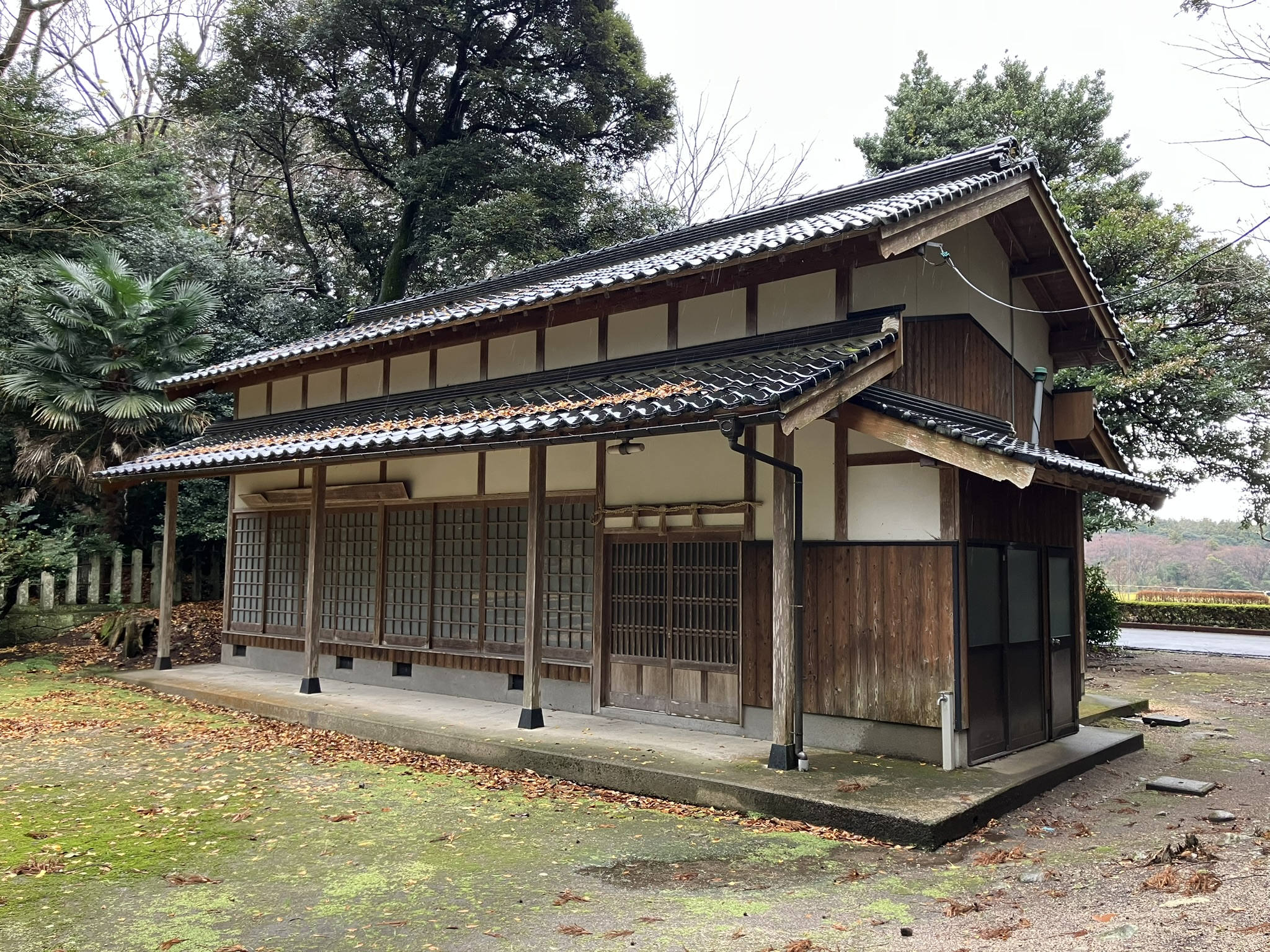
社務所
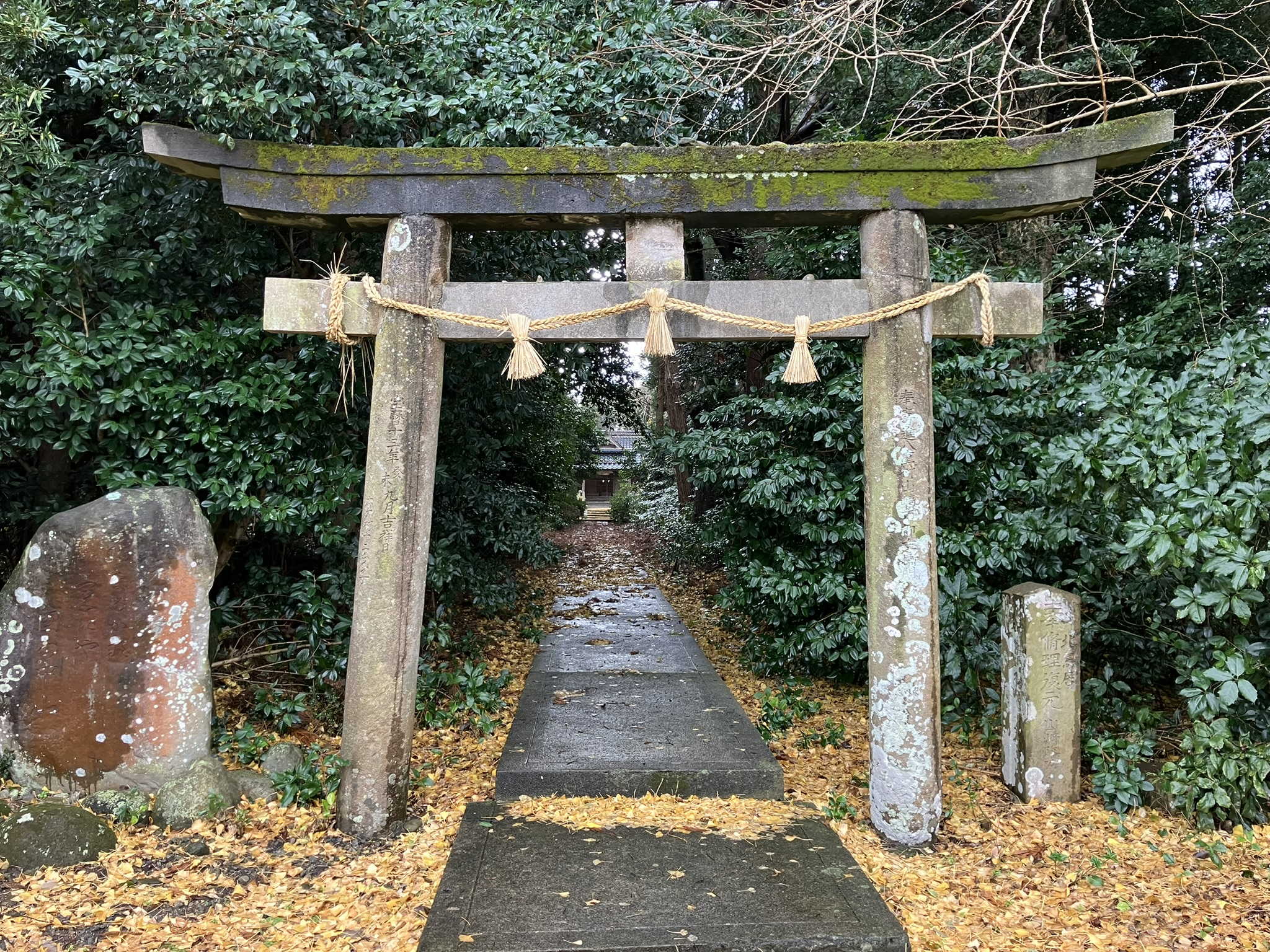
鳥居
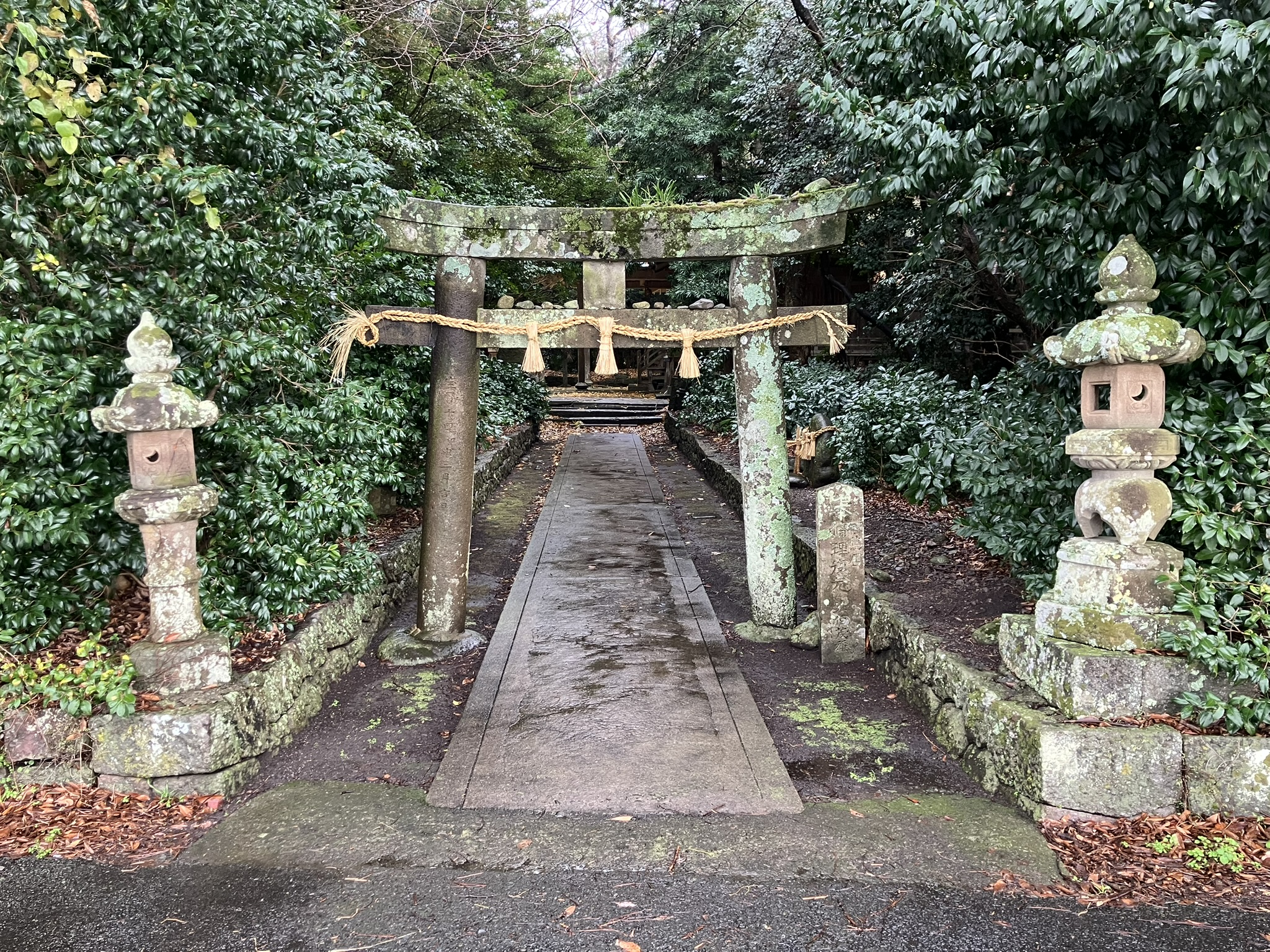
脇参道の鳥居

### 境内神社
- 鷺神社 - 祭神：素菟神、稲背脛命

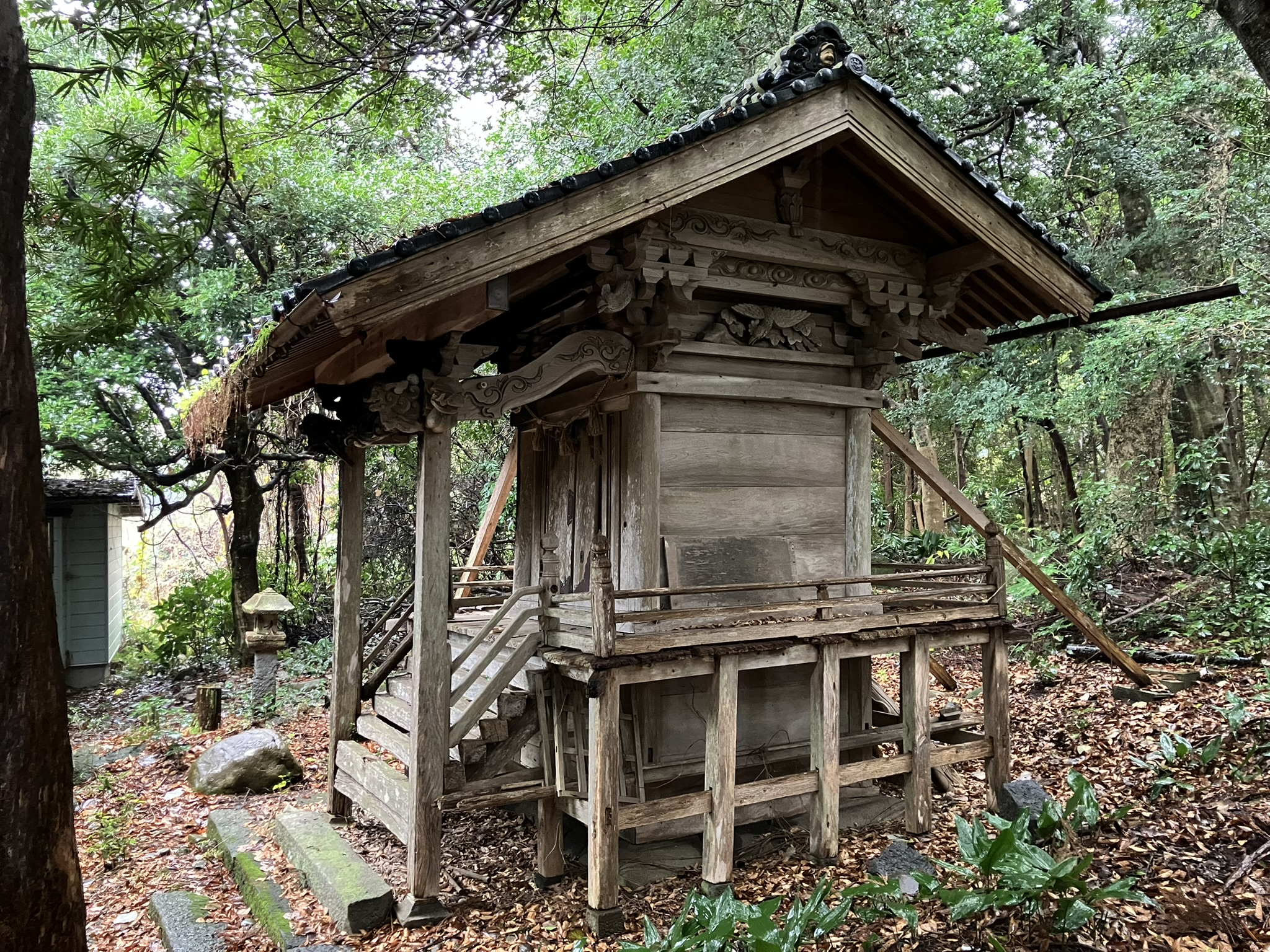
鷺神社
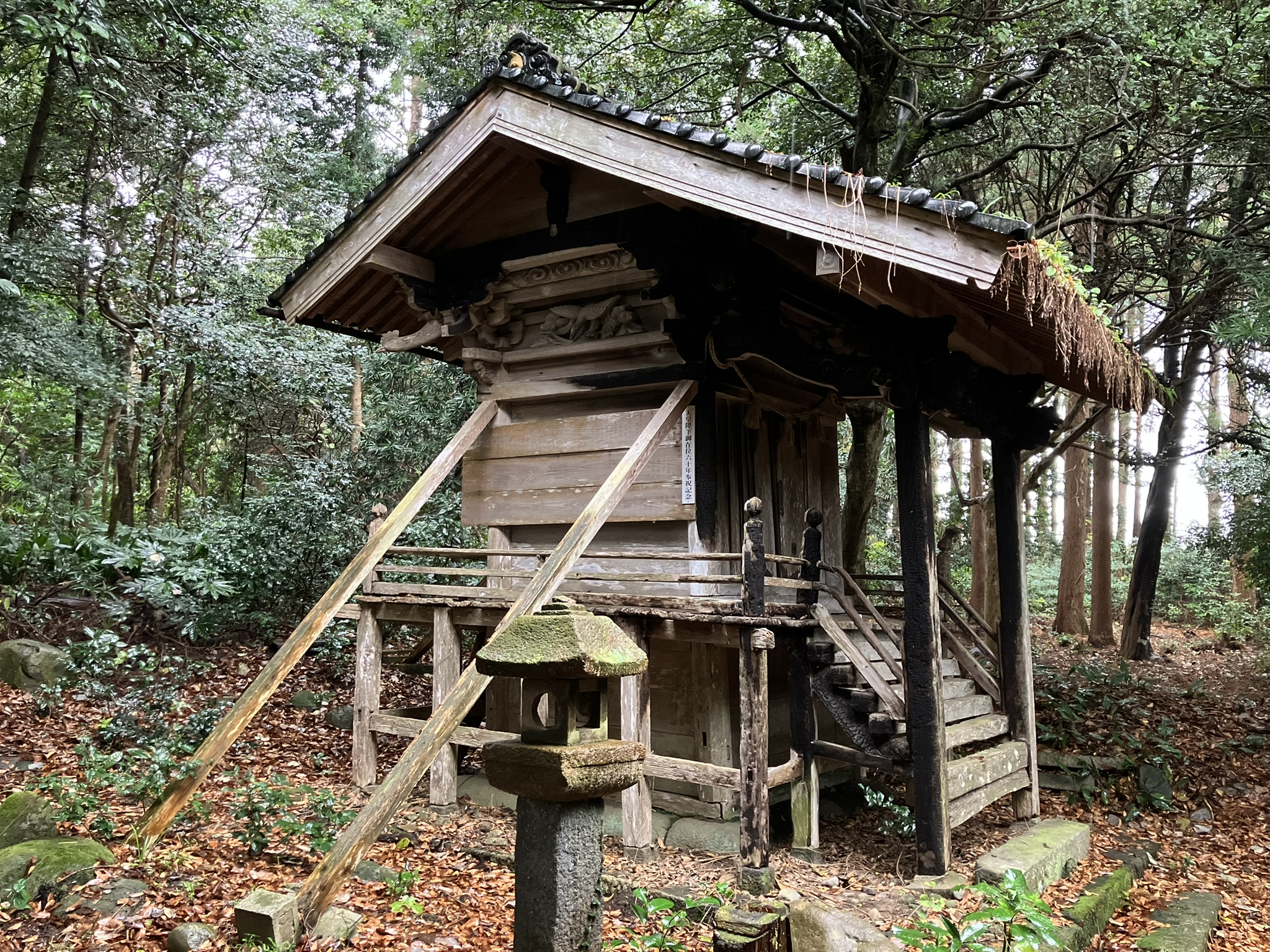
左側面
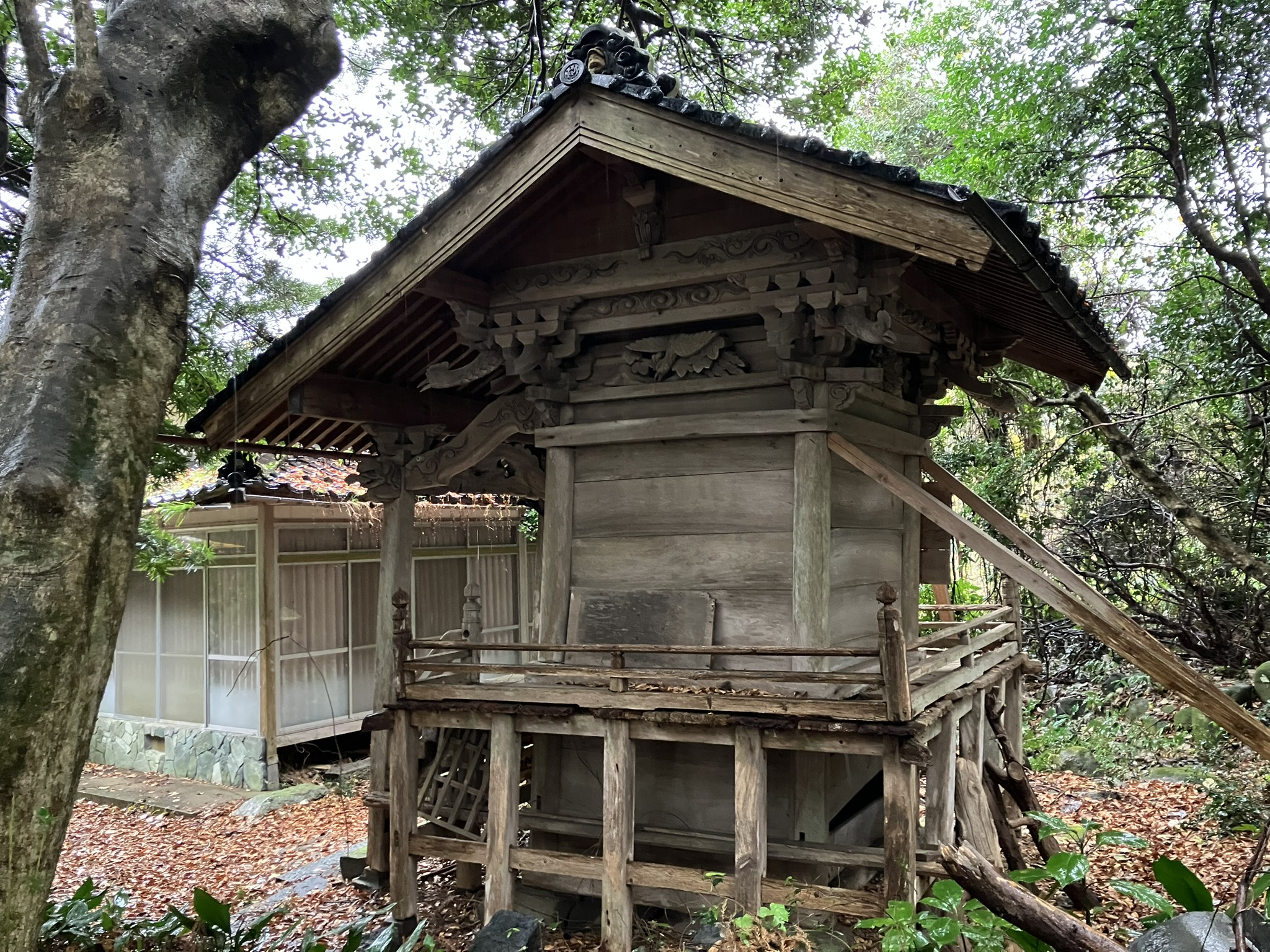
右側面から背面

## 現地情報

### 所在地
- 鳥取県西伯郡大山町束積8

### 交通アクセス
鉄道
- JR山陰本線中山口駅 （徒歩約30分）